# Galaxea acrhelia
Espèce
Statut CITES
Galaxea acrhelia est une espèce de coraux appartenant à la famille des Euphylliidae, selon WoRMS.